# Moon River Estates
Moon River Estates est un hameau (hamlet) de Willow Creek No 26, situé dans la province canadienne d'Alberta.

## Démographie
En tant que localité désignée dans le recensement de 2011, Moon River Estates a une population de 127 habitants dans 52 de ses 53 logements, soit une variation de 1.6% par rapport à la population de 2006. Avec une superficie de 0,274 7 km2, le hameau possède une densité de population de 462,322 5 hab/km2 en 2011.
Concernant le recensement de 2006, Moon River Estates abritait 125 habitants dans 49 de ses 51 logements. Avec une superficie de 0,274 7 km2, le hameau possédait une densité de population de 455,0 hab/km2 en 2006.